# Station Richard B. Gump

## Missions, stratégies scientifiques
La station Richard B. Gump de l’Université de Californie Berkeley, basée dans la baie de Cook à Moorea, en Polynésie française, accueille des scientifiques et des étudiants du monde entier pour mener des programmes de recherche dans un grand nombre de domaines scientifiques. La mission première de la station est d’offrir une infrastructure de recherche et de formation sur le terrain, au plus près des thématiques étudiés. Les programmes de recherche entrepris s’échelonnent sur l’ensemble des niveaux d’organisation bio-culturels, de la molécule jusqu’à la biologie des organismes ou des populations, en passant par l’anthropologie, l’économie, et les sciences sociales. La mission principale de la station Gump est de développer l’île de Moorea comme un système « modèle » pour comprendre comment les procédés physiques, biologiques, et culturels interagissent pour façonner les écosystèmes tropicaux. D’une manière plus large, la stratégie scientifique de la station vise à promouvoir la recherche et l’éducation dans le domaine des grands changements globaux, de la biocomplexité tropicale et du développement durable.

## Moyens
L’Université de Californie fournit une partie du budget de fonctionnement de la station Gump. Le reste du budget de fonctionnement provient des frais des utilisateurs de la station et d’une bourse de National Geographic Society. La fondation américaine Gordon and Betty Moore a financé la plupart des infrastructures de la station, comprenant les laboratoires et les capacités d’accueil. 

## Partenariats et collaborations scientifiques
La station Gump travaille en étroite collaboration avec la station « sœur » du CRIOBE à Moorea (Centre de Recherches Insulaires et Observatoire de l’Environnement, CNRS). Avec le gouvernement de Polynésie française, les deux stations ont formé une plateforme commune de recherche : « l’écostation de Moorea ». L’association « Te pu Atitia », qui vise à promouvoir et préserver l’héritage bioculturel de Polynésie française, offre un lien privilégié entre les scientifiques visiteurs et la population locale. Enfin, l’Université de Californie Berkeley a signé un accord de partenariat avec le gouvernement de Polynésie française et l’Université de Polynésie française.

## Actions de recherche et résultats essentiels
Un des programmes phares menés par la station est le projet Moorea Biocode, financé par la fondation Moore à hauteur de 5,4 millions de dollars USD. Ce programme vise à faire l’inventaire global de toutes les espèces animales et végétales, terrestres et marines non microbiennes de l’île de Moorea, et de fournir une séquence génétique servant d’identifiant pour l’ensemble des taxons collectés. Environ 150 scientifiques seront accueillis à la station au cours des 3 prochaines années, pour dresser l’inventaire des récifs coralliens jusqu’au sommet des montagnes, et alimenter la base de données génétique. Lors d’un projet pilote en 2006, 457 espèces de poissons et plus de 1,000 espèces d’invertébrés marins ont déjà été inventoriés et séquencés. 
Depuis septembre 2004, le Moorea Coral Reef LTER est un autre programme clé mené par la station Gump en collaboration avec le CRIOBE. Le complexe récifal et lagonnaire de Moorea est devenu le 26e site du réseau LTER (Long Term Ecologial Research), mis en place par la NSF (National Science Foundation) pour développer des recherches sur des processus écologiques sur de longues périodes. Les thèmes de recherche du Moorea Coral Reef LTER, menés par 20 chercheurs, incluent : (1) les bases biologiques pour la variation des performances écologiques des coraux hermatypiques; (2) la dynamique des populations des groupes-clés d’organismes, y compris les poissons; (3) le réseau trophique et dynamique des nutriments; et (4) le maintien et les conséquences fonctionnelles de la diversité spécifique.

## Liens
Station Richard B. Gump
Université de Californie Berkeley
CRIOBE
Projet Moorea Biocode
Term Ecological Ecosystem Research Network